# Pascendi dominici gregis
Pascendi dominici gregis är en påvlig encyklika som promulgerades av Pius X den 8 september 1907. Häri ges en systematisk beskrivning av den så kallade modernismen, varvid det också framgår att detta tankesystem i sin helhet inte företräds av någon enskild "modernist". Enligt allmän uppfattning var dokumentets redaktörer Joseph Lemius för den dogmatiska och Louis Billot för den praktiska delen. Encyklikan föregriper antimodernisteden, som infördes 1910.